# Toxostoma redivivum
El cuitlacoche californiano (Toxostoma redivivum) es una especie de ave paseriforme de la familia Mimidae que se encuentra en el hábitat del chaparral de California y Baja California. Tiene costumbres similares al cuitlacoche culirrojo y el cuitlacoche pálido, y suele ser la única especie de Toxostoma en la mayor parte de su limitada área de distribución. Al igual que la mayoría de sus parientes, rara vez vuela en espacios abiertos, prefiriendo mantenerse oculto en la densa maleza. Por lo tanto, si bien es común en gran parte de su área de distribución, no es fácil de ver.

## Descripción
Mide cerca de 30 cm de longitud y pesa cerca de 85 gramos, siendo la especie de Mimidae más grande. En general, es de color marrón. Tiene un patrón oscuro en la mejilla y a diferencia de la mayoría de su género, tiene ojos oscuros. Se alimenta de insectos y pequeños invertebrados.